# 鸽之翼 (小说)
《鸽之翼》（英語：The Wings of the Dove）是亨利·詹姆斯1902年创作的小说。小说讲述了米莉·希勒，一个身患重病的美国女继承人以及她对她身边的人的影响的故事。有些人真诚地当米莉为朋友，但有些人却对她图谋不轨，只顾自身利益。

## 情节摘要
凯特·克罗伊和默顿·登谢是一对迫切想要结婚的伦敦情侣，但却因穷困潦倒无法结婚。凯特在家庭中一直处于被支配的地位，如今她和她专横的姨妈茉·劳德住在一起。有一天，一个极其富有的年轻美国女子米莉·希勒在凯特的生活中出现了。米莉曾经爱上过登谢但并没有向他表露自己的情感。她的旅伴兼红颜知己斯特林厄姆夫人是姨妈茉的老友，所以姨妈茉和凯特邀请米莉到伦敦做客。她是一个在社交场上获得极大成功的美国女继承人。
米莉担心自己患有不治之症，于是在凯特的陪同下去看了一个有名的医生。医生的态度不太明确，但米莉担心会有最坏的结果。凯特猜想米莉就要死了。在登谢在美国旅游遇到米莉之后，他回到伦敦找她。凯特让登谢好好对待米莉，但登谢一开始不明白凯特要求他这样做的原因。凯特向所有人，包括米莉隐瞒她和登谢已经订婚的事实。
由于担心自己罹患抉择，米莉决定邀请斯特林厄姆夫人、姨妈茉、凯特和登谢与她同游威尼斯。在一个在米莉威尼斯豪宅中举行的派对上，凯特终于向登谢全盘说出自己的计谋。她想要登谢迎娶米莉，这样不久后米莉病逝便能继承足够她和登谢结婚的财富。登谢难以置信这是凯特的想法，但他表示前提是他们要先圆房他才会配合他的计谋。
于是登谢继续留下照顾米莉，姨妈茉和凯特先回到伦敦。遗憾的是，垂死的米莉从她先前的追求者口中得知了凯特要计划得到她的财产的阴谋。她让登谢离开，随后她的健康每况愈下。登谢在他回伦敦之前最后见了她一面，就在那时他得知米莉去世的消息。米莉留给了登谢一笔巨款，但登谢没有接受。他决定不娶凯特为妻除非她也拒绝接受这笔遗赠。相反，如果凯特选择了这笔钱而不是选择嫁给他，他就把钱全部转赠给她。在小说的最后，这对恋人分手的时候，凯特意味深长感叹道：“我们再也无法像从前那样！”

## 主要人物
- 凯特·克罗伊
- 默顿·登谢
- 米莉·希勒
- 姨妈茉（劳德）
- 苏珊·斯特林厄姆

## 创作灵感来源
米莉的人物原型是米妮·坦普尔（1845-1870），詹姆斯心爱的死于肺结核的表妹。在詹姆斯的自传中，他写道《鸽之翼》是他尝试将米妮的记忆尘封在“艺术的美妙与尊严”里。但他还在纽约版本的小说的前言中说道，他仍需增加对米莉临终前三个月的生活的描写。他创作的凯特和登谢无法结婚的背景是因为资金短缺。

## 文学重要性与文学评论
《鸽之翼》是詹姆斯所有作品中最受争议的小说之一，尽管他自己也曾经表露过对该小说的不满意。在纽约版本的前言中，他花了很大篇幅承认小说的不尽人意处。不完美的结构、人物塑造不够灵动、与他原本的计划有些许出入。
总的来说，评论家认为这些缺憾微乎其微甚至可以完全忽略。相反，他们更注重詹姆斯对主角和配角的人物塑造手法。
1988年，《鸽之翼》被现代图书馆评为20世纪百大英文小说之一。

## 改编作品
1952年首个电视剧改编版本在CBS的西屋一号演播室播出，由查尔顿·赫斯顿饰演默顿·登谢，这是他早期扮演的角色之一。1959年再次被改编为电视剧，在CBS90剧场播出。由达娜·温特饰演凯特·克罗伊，詹姆斯·唐纳德饰演默顿·登谢，但在此改编电视剧中改名为米里斯·登肖恩。
作家道格拉斯·摩尔将小说改编成戏剧。1961年10月12日，在纽约城市歌剧院进行了首次公演。这部小说还被改编为舞台剧，由温蒂·希勒主演，1963年在伦敦西区监制并获得成功。
1965年由BBC再次被改编为电视剧，由鲁道夫·卡地亚执导。另外一个电视剧改编版本在1979年由尊·卡素和苏珊·波蒂斯领衔主演。
《鸽之翼》在1981年和1997年两次被改编成戏剧电影。伊恩·索夫特雷执导1977年的戏剧电影改编，海伦娜·博纳姆·卡特饰演凯特·克罗伊，艾莉森·艾略特饰演米莉·希勒，萊納斯·羅徹饰演默顿·登谢。这部电影口碑好且票房高。博纳姆·卡特凭借此电影获得奥斯卡最佳女主角奖提名。